# Pergament

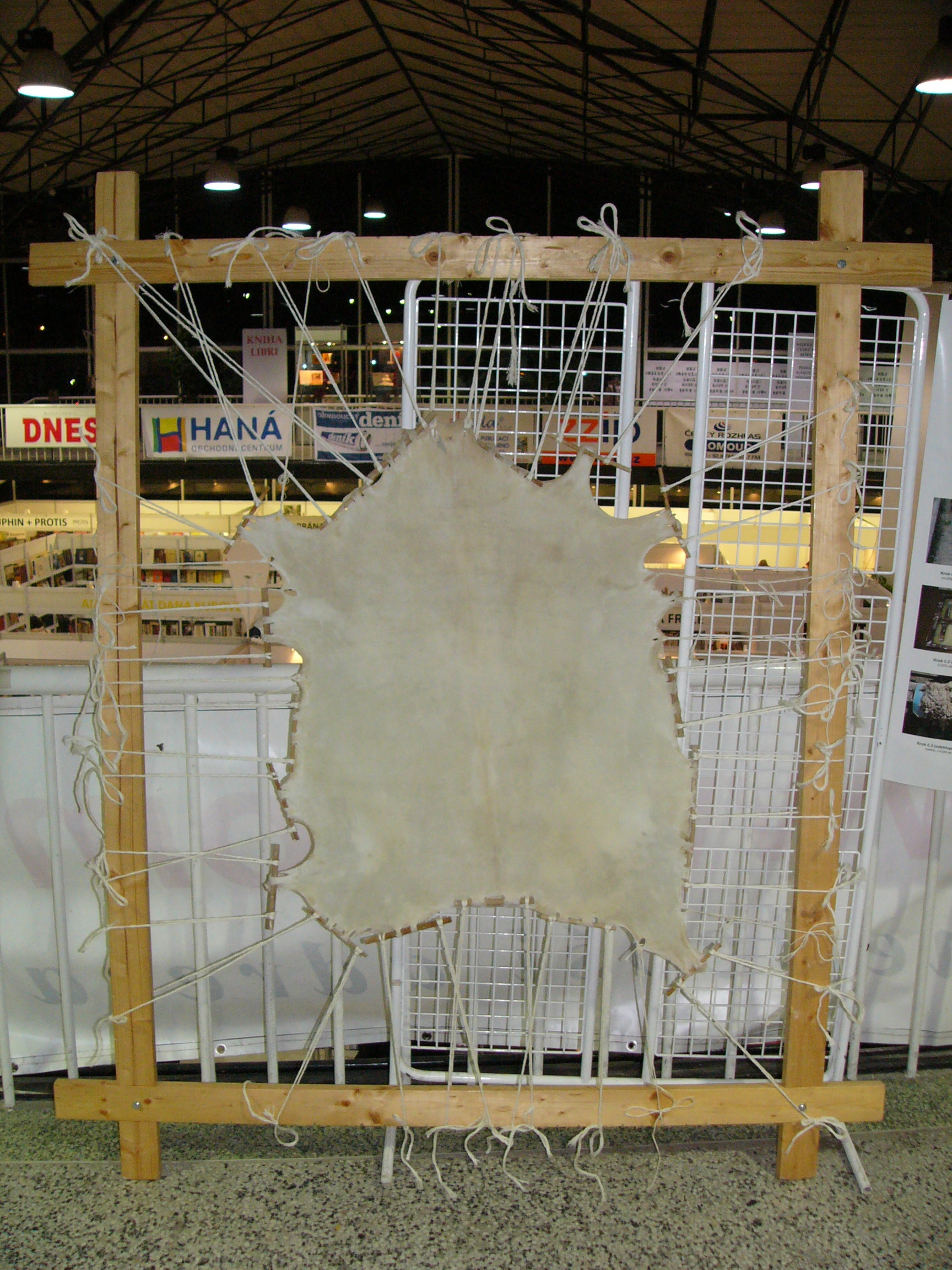
Auf einen Holzrahmen gespanntes Pergament aus Ziegenhaut

Pergament ist eine nicht gegerbte, nur leicht bearbeitete Tierhaut, die seit dem Altertum unter anderem als Beschreibstoff verwendet wird. Pergament ist damit ein Vorläufer des Papiers und wird meist aus Häuten von Kälbern, Ziegen oder Schafen hergestellt. Hierbei erfahren die geweichten und enthaarten Tierhäute (auch als „Blöße“ bezeichnet) aufgespannt eine Lufttrocknung. Hierin unterscheidet sich diese Form der Behandlung von Tierhaut vom Gerben.
Pergamentpapier ist Papier aus Zellstoff und daher nicht mit Pergament aus Tierhäuten zu verwechseln. Es wird aber oft fälschlich als Pergament bezeichnet.

## Herstellung und Eigenschaften

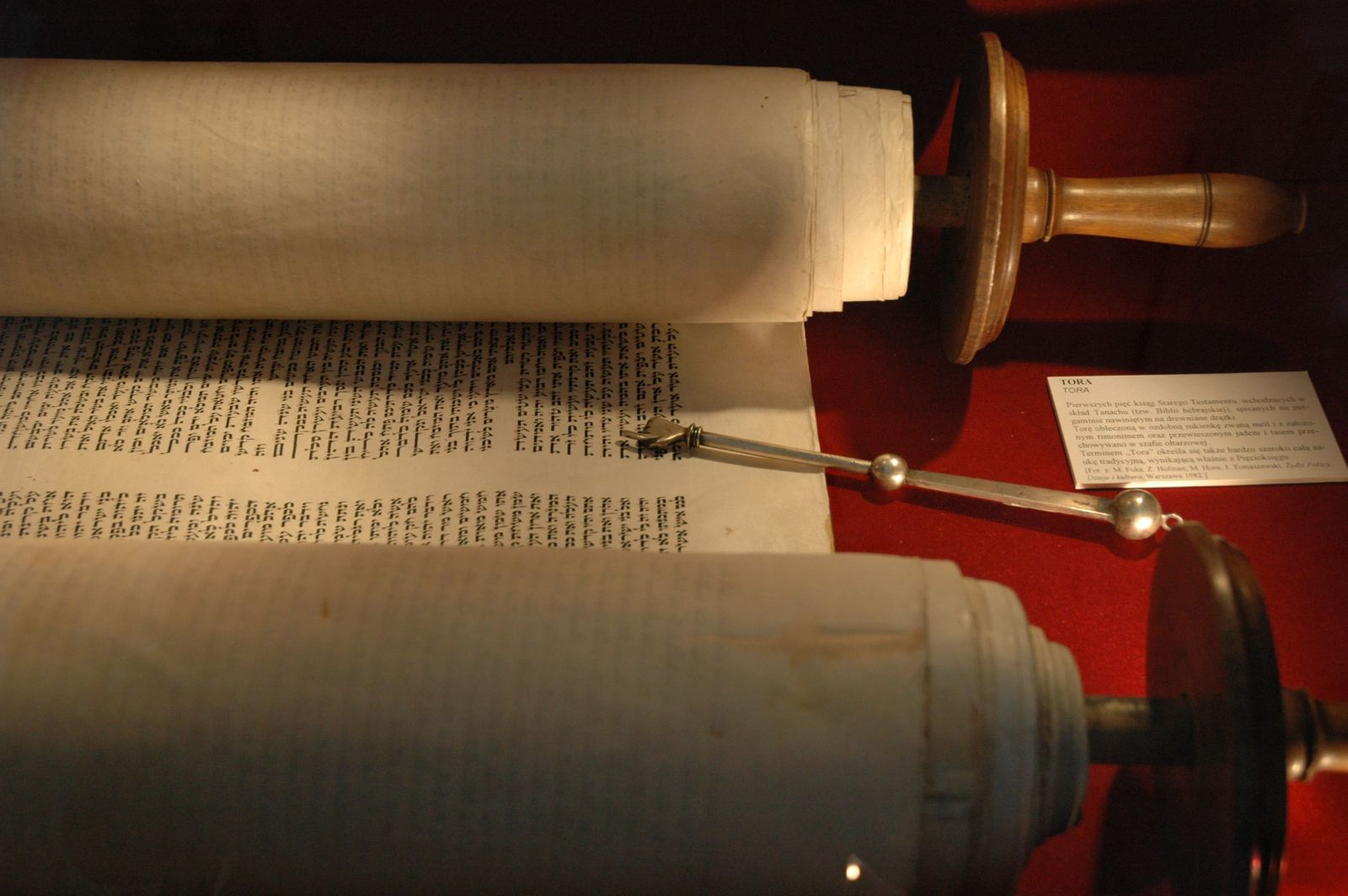
Schriftrolle aus Pergament: die Tora

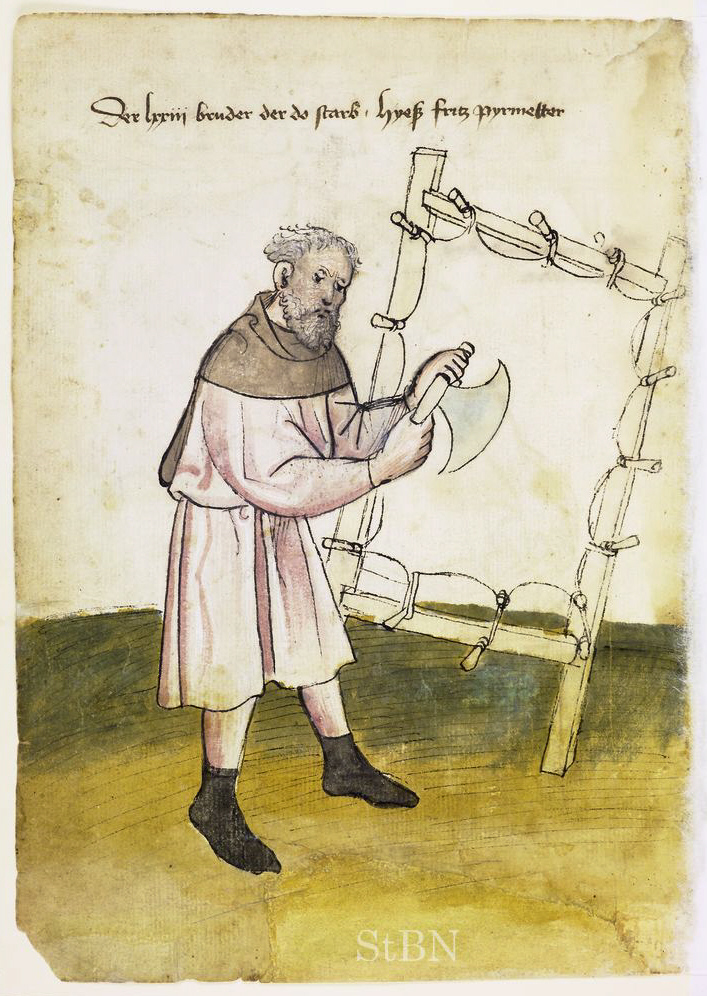
Pergamentmacher in den Nürnberger Hausbüchern um 1425

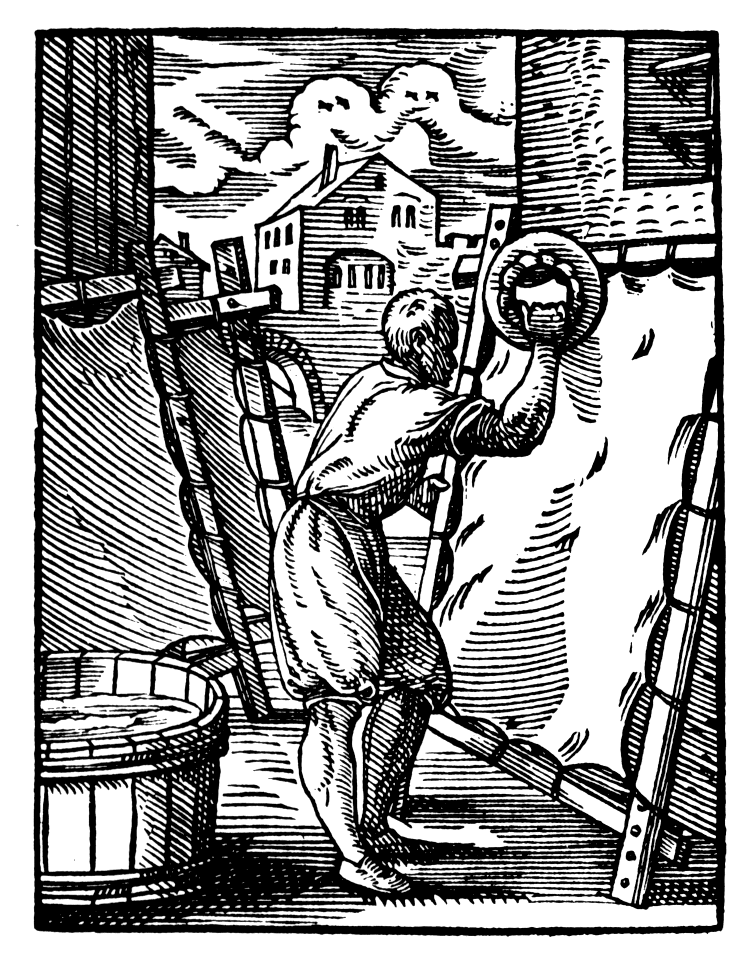
Pergamentherstellung um 1568

In den Hochkulturen des Alten Orients und des Mittelmeerraumes wurde seit alters her Leder als Beschreibstoff verwendet. Wie Leder wird auch Pergament aus Tierhäuten hergestellt. Auf Pergament vom Kalb sind die Haaransätze als feine Punkte sichtbar. Pergament von der Ziege weist regelmäßige, etwas gereihte Punkte auf. Pergament vom Schaf ist honigfarben, papierartig, ohne deutliche Haaransätze. Die feinste Qualität wurde aus Häuten neugeborener oder ungeborener Ziegen und Lämmer hergestellt. Die Vorzüge des Pergaments gegenüber dem Papyrus bestanden in seiner glatteren Oberfläche, in seiner Festigkeit und Dauerhaftigkeit sowie auch in seiner überwiegend hellen Farbe. Die gute Tilgbarkeit der Beschriftung erleichtert zudem die Wiederverwendung bereits beschriebenen Pergaments. In diesem Fall spricht man von einem Palimpsest (griech. palimpsestos „wieder abgekratzt“) oder einem codex rescriptus (lat. „wiederbeschriebener Kodex“).
Im frühen Mittelalter erfolgte der Herstellungsprozess in folgender Weise: Zuerst wurden die abgezogenen Häute in eine Lösung aus Wasser und gelöschtem Kalk (Sumpfkalk) gelegt. Dieses Bad bewirkte, dass die Fleischreste und das Fell sich so weit lösten, dass man sie mit einem stumpfen Messer abschaben konnte. Hierfür wurde ein Schabebaum benutzt. Die so behandelte Tierhaut nannte man Blöße. Man spannte sie in einen runden oder eckigen Rahmen und ließ sie trocknen. Damit man die Häute an den Spannschnüren festmachen konnte, legte man Steinchen an ihren Rand und umschlang sie mit einer Schlaufe der Spannschnur. Zum Spannen konnten die Schnüre auf Wirbel aufgedreht werden. Die weiße Färbung des Pergaments entstand durch die Trocknung unter Spannung; andernfalls wäre es durchsichtig geworden. Während der Trocknungszeit wurde das Pergament unterschiedlich behandelt. Möglich war das Schleifen mit Bimssteinen, das Einreiben mit Kreide und Harz und das Schaben mit dem Lunellum, einem mondförmigen Messer. Nach Abschluss des Trocknungsprozesses wurde das Pergament auf Bogengröße geschnitten. Die Qualität des Pergaments und die Sorgfalt bei der Herstellung waren im Mittelalter ein Maßstab für das Niveau eines Skriptoriums. Das Können der Schreiber und der Maler zeigte sich im Umgang mit dem äußerst feuchtigkeitsempfindlichen Beschreibstoff. Dafür haben sich Empfehlungen überliefert, beispielsweise in der anonymen Handschrift Compendium artis picturae des 12. Jahrhunderts.
Der Richtwert für die Aufbewahrung von Pergament ist eine konstante Luftfeuchtigkeit von nicht unter 40 % bei Temperaturen um 20 °C.

## Pergament als Beschreibstoff

### Antike
Die Bezeichnung Pergament (griech. περγαμηνή pergamēnḗ) leitet sich von dem Ortsnamen Pergamon ab, einem Ort an der Westküste der Türkei (heute Bergama). Lateinisch membrana pergamena bedeutet „pergamenische Haut“. Laut einer Notiz des älteren Plinius hat der in Ägypten herrschende König Ptolemaios (offenbar Ptolemaios V., 210–180 v. Chr.) den Papyrusexport nach Pergamon verboten, wo König Eumenes II. (197–159 v. Chr.) eine mit dem ägyptischen Alexandria konkurrierende Bibliothek betrieb; gewissermaßen aus Not hätten daraufhin die Pergamener das Pergament erfunden. Die Geschichte gilt heute weithin als legendär. Nach heutiger Ansicht geht die Namensgebung vermutlich darauf zurück, dass der Beschreibstoff in Pergamon qualitativ verbessert wurde.
Die ältesten datierbaren Dokumente griechischer Sprache auf Pergament stammen aus dem 2. Jahrhundert v. Chr. Im 1. Jahrhundert n. Chr. ist Pergament als Träger literarischer Werke indirekt bezeugt. Datierbare Originale reichen bis in das 2. Jahrhundert n. Chr. zurück. Doch seit dem 3. und 4. Jahrhundert stockte die Versorgung mit ägyptischem Papyrus tatsächlich. Wegen der langen Produktionszeit und hohen Kosten des Pergaments ging auch die Produktion von Schriftrollen bzw. Büchern zurück.

### Spätantike und Mittelalter
Im 4. Jahrhundert (Spätantike) begann man, Papyrus-Schriftrollen in Kodizes auf Pergament umzuschreiben, denen in Buchform die Zukunft gehören sollte. Die großen Meisterwerke der spätantiken Buchmalerei, wie der Wiener Dioskurides oder der Vergilius Vaticanus, sind Kodizes aus Pergament. Allerdings waren Schriften auf Pergament wegen der Kosten des Rohstoffs für die Mehrheit der Bevölkerung nicht mehr bezahlbar. Das Schreiben wurde zu einem Privileg der Mönche, die es als künstlerisches Handwerk kultivierten. Im Allgemeinen wurden für Urkunden im frühen Mittelalter bevorzugt die schmalen Randstücke der Pergamentbögen verwendet, das Schreibmaterial in besserer Qualität wurde dagegen für Bücher gefaltet und liniert. Die lange Zeit für das kunstvolle Schreiben und Illustrieren der Werke bewirkte, dass die Buchproduktion enorm sank.
Weitere Zeugnisse des spätantiken Bücherluxus sind die sogenannten Purpurhandschriften, deren Pergamentseiten mit Purpur eingefärbt und mit Silber- oder Goldtinte beschrieben sind, wie z. B. die ebenfalls illuminierte Wiener Genesis. Als ein besonders kostbares Dokument auf sogenanntem Purpurpergament gilt die Heiratsurkunde der Kaiserin Theophanu aus dem 10. Jahrhundert, deren Färbung durch Mennige und Färberkrapp erreicht wurde.
Gegen Ende des Mittelalters wurde das Pergament zunehmend vom Papier verdrängt. Zum einen wurde Papier in der Herstellung deutlich billiger, zum anderen benötigte der sich immer weiter verbreitende Buchdruck Papier, weil es die Farbe besser aufsaugt. Im Zuge des Aufstiegs der Buchdruckerkunst wurden die auf Pergament geschriebenen mittelalterlichen Handschriften auch zur Makulatur.

## Weitere Verwendungen
Neben der Verwendung als Beschreibstoff wurde und wird Pergament oder Pergamentmakulatur als Bezugsmaterial von Bucheinbänden bzw. zur Verstärkung oder zur Buchreparatur verwendet.

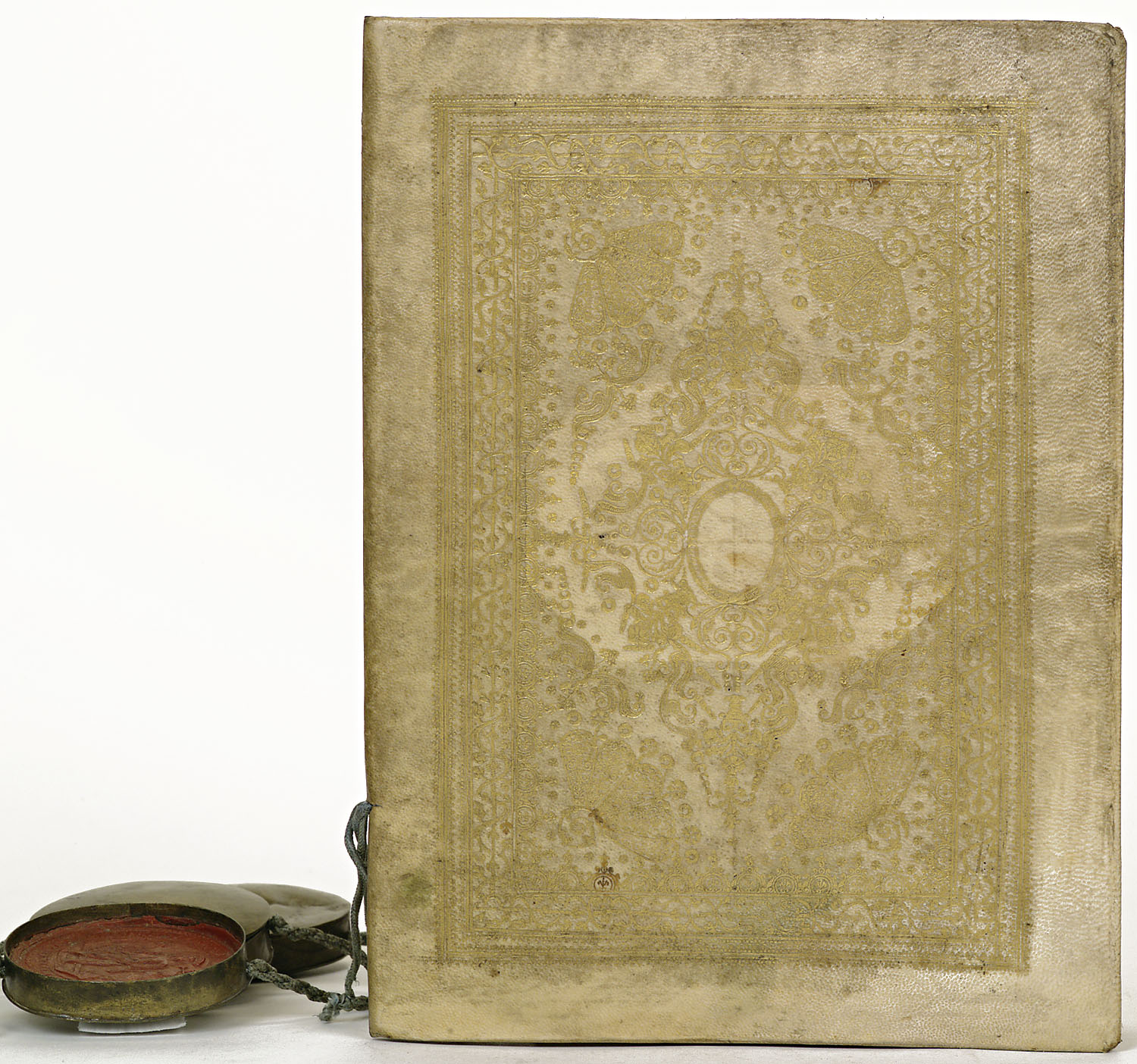
Goldgeprägter Pergamenteinband
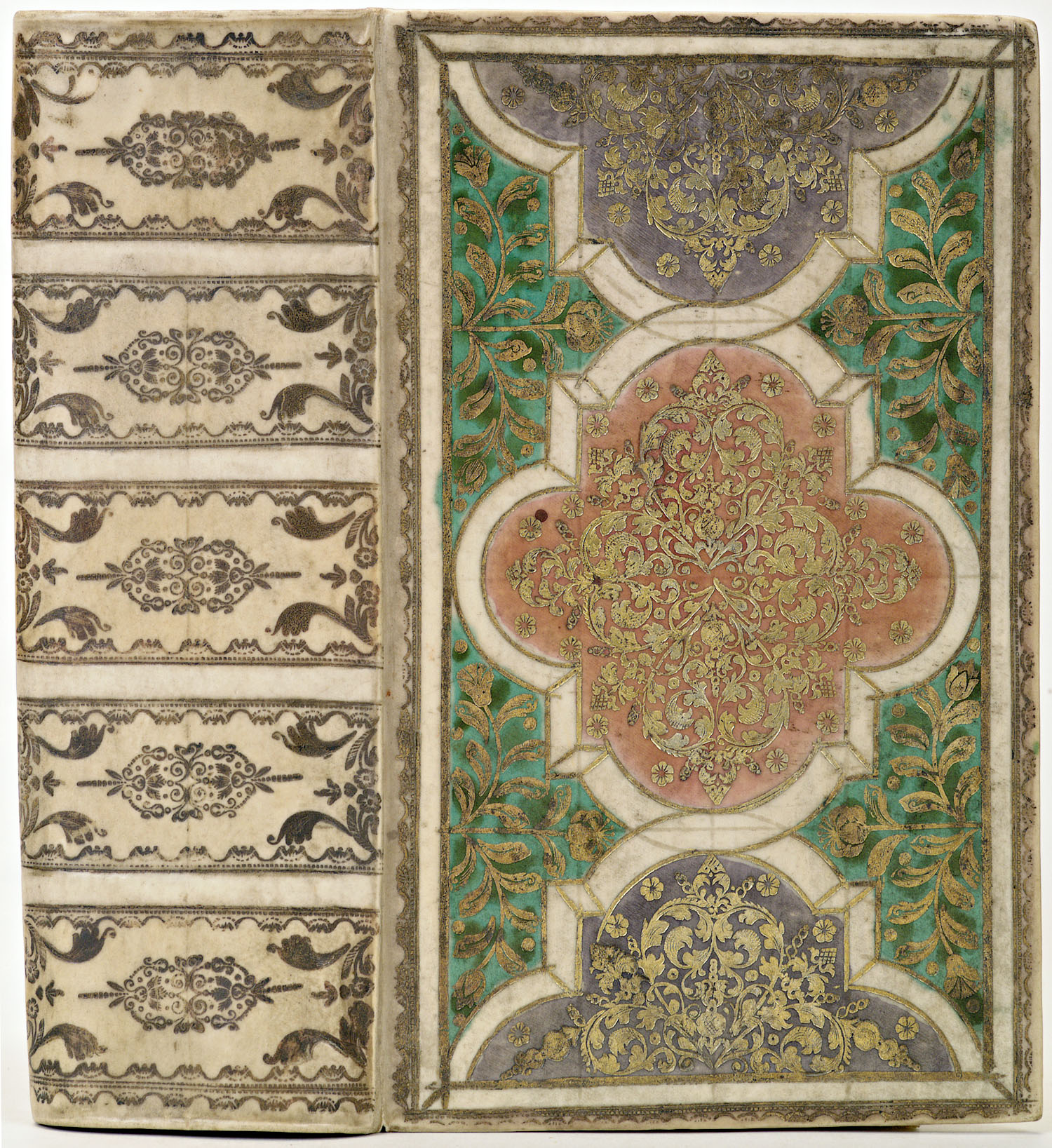
Gefärbter, goldgeprägter Pergamenteinband

Da Pergament lichtdurchlässig ist, wurden auch Lampen und Fenster mit Pergament verkleidet.
Pergament diente daneben auch zur Verstärkung von Holzoberflächen. So wurden seit der Antike Holzschilde entweder mit Leder oder mit dickem Pergament beklebt, um das Spalten des Holzes bei Hieben zu verhindern. Im Holzprothesenbau diente Pergament bis in die Gegenwart dazu, die hohlen Holzschäfte von Arm- und Beinprothesen zu verfestigen. Das spröde Pappelholz wäre ohne den aufgeschrumpften Pergamentüberzug auf Dauer gerissen.
Sonstiges:
- Bespannung von Schlaginstrumenten
- Schmuckelement, z. B. bei Cembali[6]

## Pergamentpapier
Sogenanntes Echtpergament ist ein mit Hilfe von Chemikalien dauerhaft fettdicht und nassfest gemachtes Zellstoffpapier. Seine Erfindung fand in der Mitte des 19. Jahrhunderts in verschiedenen europäischen Ländern gleichzeitig statt:
- Der aus Frankreich stammende Louis Plaidy und später auch sein Sohn Heinrich stellten in Wermsdorf bereits ab 1810 ein mit Graphit-Quarzschiefer und Natriumsilikatlösung gefertigtes Steinpergament her. Die Plaidys behielten ihre Herstellungstechnik jedoch für sich, so dass das Verfahren keine industrielle Anwendung fand.
- Die Franzosen Jean-André  Poumarède und Louis Figuer veröffentlichten 1847 ein Verfahren zur Herstellung von Papyrin mit Schwefelsäure, dem der Wiener Papierforscher Bartsch etwa 20 Jahre später zur Fabrikationsreife verhalf.
- Ein nahezu gleiches Verfahren wurde 1853 auch durch den englischen Chemiker E. Gaine beschrieben. Industriell konnte Pergamentpapier dann erstmals 1861 in England hergestellt werden.[7]

Pergamentpapier entsteht in mehreren getrennten Arbeitsgängen. In einem ersten Schritt werden die Zellstofffasern stark zermahlen, um Fettdichtheit zu erzeugen. Nachdem der Zellstoff im zweiten Schritt zu Papier verarbeitet wurde, folgt der für die Pergamentierung relevante Schritt der Behandlung mit Schwefelsäure. Hierbei werden die Papierfasern an der Oberfläche des Papieres angelöst, so dass sich diese dauerhaft zu einer geschlossenen Oberfläche verbinden. Dadurch wird eine hundertprozentige Fettdichtheit erreicht. Anschließend wird die überschüssige Säure in mehreren Wasserbädern ausgewaschen. Im letzten Prozessschritt wird das Papier getrocknet. Pergamentpapier ist im Gegensatz zum Pergamentersatzpapier (ohne Schwefelsäurebehandlung) hochnassfest und nicht kompostierbar. Es sollte nicht als Altpapier, sondern als Restmüll entsorgt werden.
Das heutige Transparentpapier als Träger für von Hand angefertigte technische Zeichnungen wird ebenfalls als Pergamentpapier oder kurz als Pergament bezeichnet.

## Spezielle Arten
- Vellum – sehr feines, hochwertiges Pergament aus der Haut von Kälbern und Kälberföten

## Verwandte Themen
- Buchgeschichte
- Kodikologie – die Wissenschaft von Handschriften und handgeschriebenen Büchern